# 무젤로

피렌체 광역시 내 무젤로

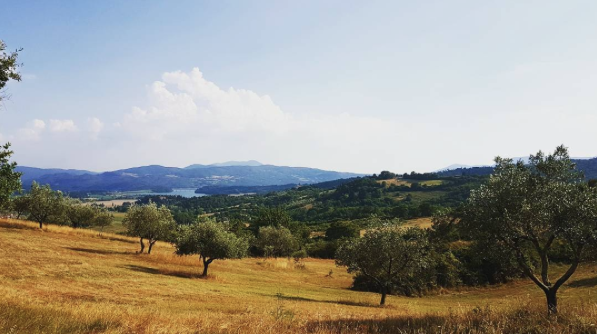
갈리아노 디 무젤로 인근 교외

무젤로 (Mugello)는 이탈리아 토스카나 북부 지방의 역사적 지명이자 계곡으로, 시에베강의 유역과 일치한다. 피렌체 북부에 위치했고 피렌체 광역시의 최북단 지역을 포함한다. 푸타 고개가 무젤로 계곡을 산테르노강 계곡과 연결하고 있다.

## 역사
무젤로 계곡은 마겔리(Magelli)라는 이름의 리구리아족 부족이 정착했었으며, 그들의 이름에서 현 지명이 붙여졌다. 그 후 무젤로는 에트루리아인들이 차지했으며, 이들은 많은 고고학적 흔적을 남겼고 처음으로 무젤로 외부와의 도로망을 건설했다.
그 뒤 고대 로마인들이 기원전 4세기로 추정되는 시기에 무젤로를 정복하고 식민화했다. 이 점은 무덤, 주화, 성벽 등의 일부 발견물들로 확인된 것만이 아니라 체를리아노(Cerliano), 필리아노(Figliano), 마르코이아노(Marcoiano), 갈리아노(Galliano), 루키냐노(Lucignano) 등 지명의 어미에 붙는 '-아노'(-ano, 라틴어로는 '-아누스') 또는 '-아나'(-ana)로 끝나는 지명 등으로 확인된다.

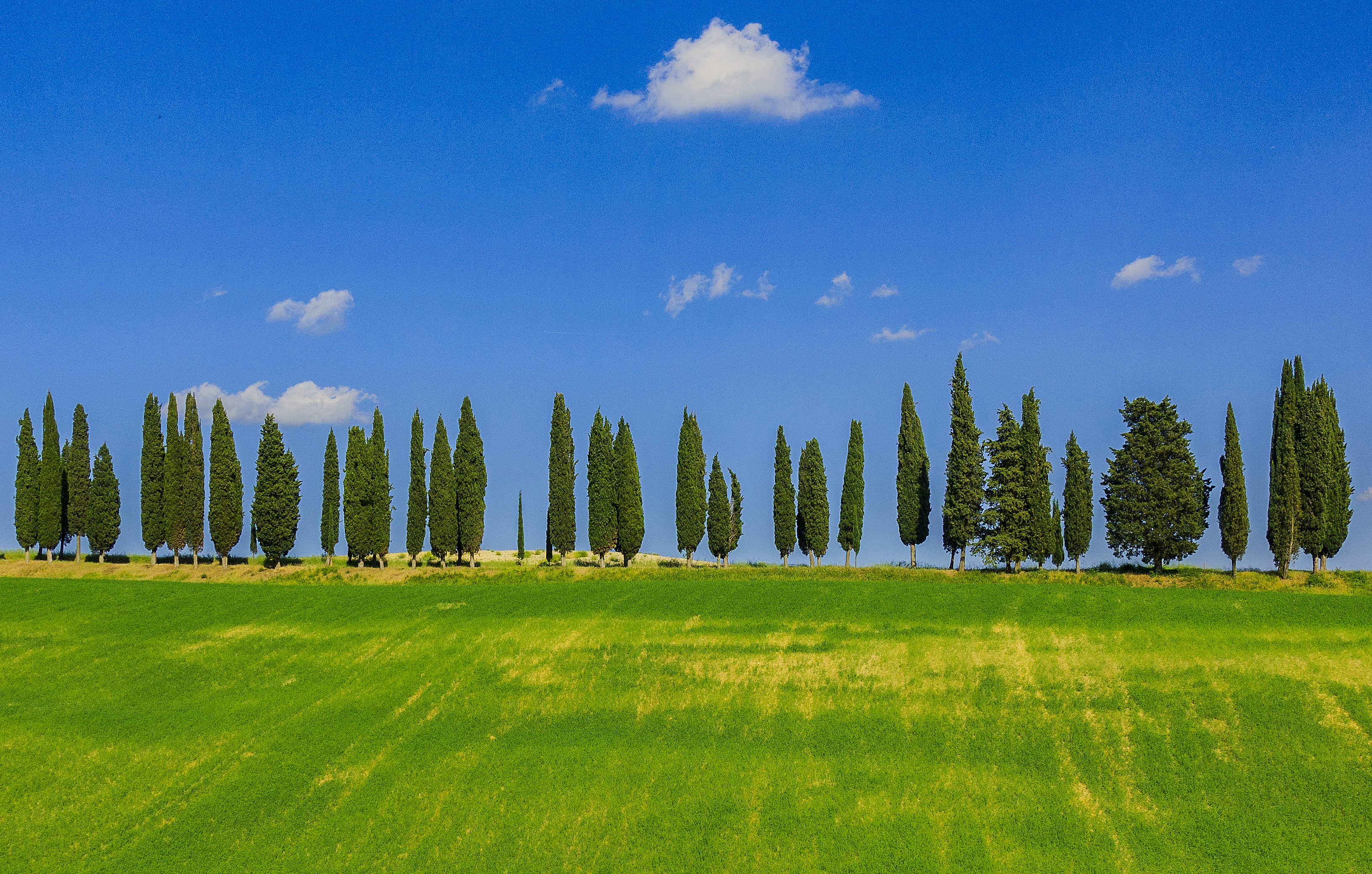
사이프러스 나무가 줄지어 있는 무젤로의 도로

중세 시대 무젤로는 여러 성들이 위치한 곳이었다. 무젤로 지역은 이후 피렌체 공화국이 차지하였다. 빌라 메디케아 디 카파졸로와 빌라 메디케아 델 트레비오 등의 저택을 포함한 메디치 가문을 포함하여 피렌체의 일부 귀족 가문들은 이곳에 저택을 지었다.

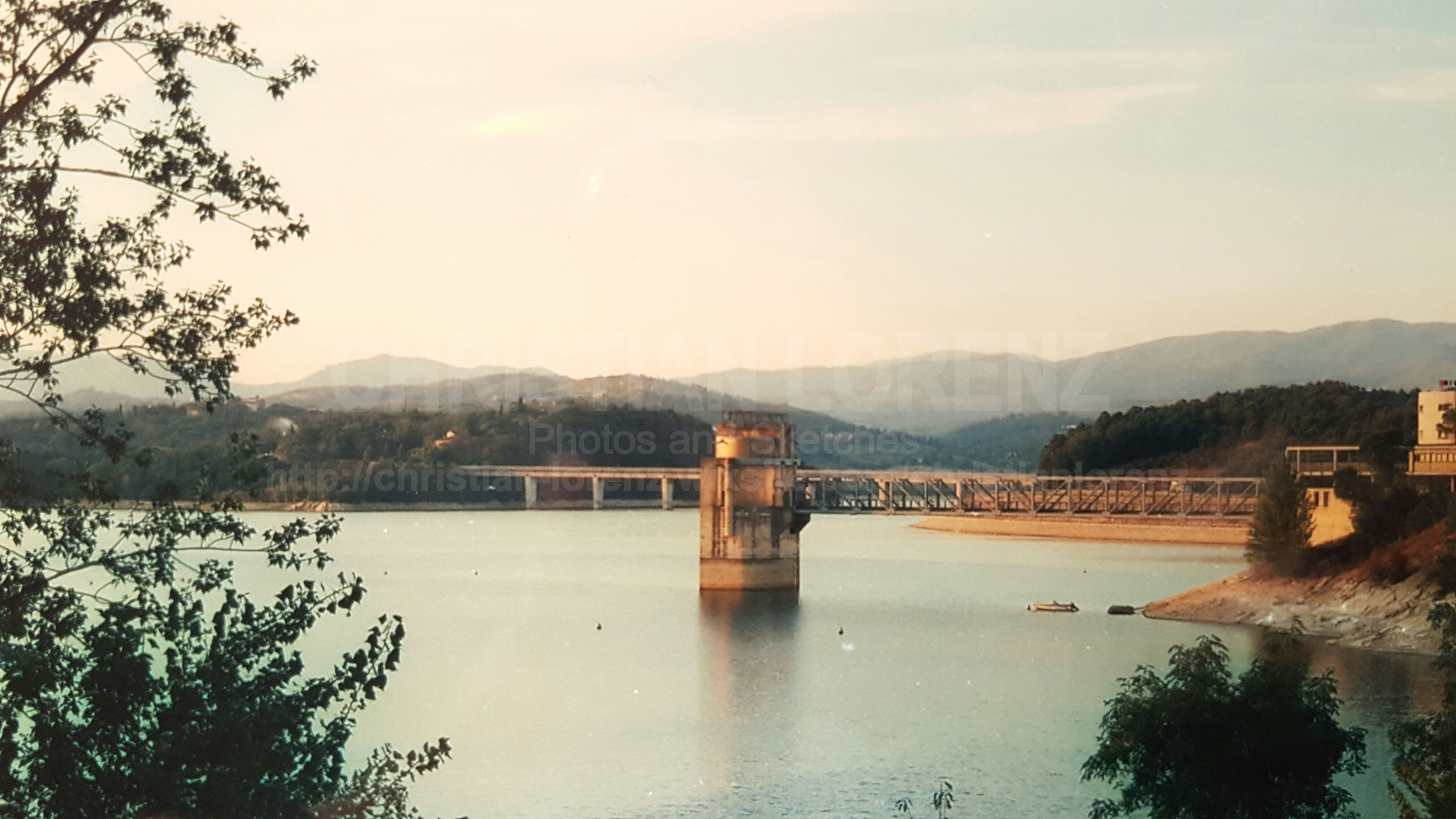
빌란키노의 시에베강을 통과하는 댐

1999년에 시에베강을 가로 지르는 댐이 건설되어, 무젤로 계곡에 빌란키노 호수 저수지가 형성되었다.

## 대중 문화
무젤로는 매년 개최되는 모터사이클 그랑프리 행사의 자동차 경주 트랙인 무젤로 서킷, 그리고 반탐의 일종인 무젤레세 등에 그 이름이 사용되었다.

## 같이 보기
- 피렌추올라